# Chainsaw Pig
Chainsaw Pig, svensk musikgrupp som bildades i Malmö 1986 av Nike Tiloz (gitarr), Duron (trummor) och Jason the Ripper (Sång). När Jason the Ripper 1987 lämnade bandet tog Duron över som sångare, och blev även bandets basist. Andy Pig anslöt som ny trummis. 
1988 släppte bandet en EP (Jester King Records CPS-1) med fyra låtar;
"Gammeldags moral", "Levande vapen", "Pellefant" och "Varmt blod och kallt stål".
Bandet upplöstes runt 1990.